# امصبر (لودر)

تعديل مصدري - تعديل

امصبر هي إحدى قرى عزلة زارة بمديرية لودر التابعة لمحافظة أبين، بلغ تعداد سكانها 64 نسمة حسب تعداد اليمن لعام 2004.